# Коктал (Аулієкольський район)
Кокта́л (каз. Көктал) — село у складі Аулієкольського району Костанайської області Казахстану. Адміністративний центр та єдиний населений пункт Коктальської сільської адміністрації.
Населення — 532 особи (2021; 554 у 2009, 558 у 1999, 749 у 1989).